# Emili Sagi Liñán

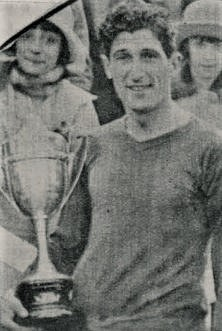
Emili Sagi Liñán in 1929

Emili Sagi Liñán (Bolívar, Argentinië, 15 maart 1900 – Barcelona, Spanje, 25 mei 1951), beter bekend als Sagi-Barba, was een Argentijns-Spaanse voetballer. Hij speelde als vleugelaanvaller bij FC Barcelona. Sagi-Barba ontleende zijn bijnaam aan zijn vader, de bekende Catalaanse bariton Emili Sagi Barbá.

## Clubvoetbal
Sagi-Barba kwam op driejarige leeftijd naar Catalonië. Hij begon met voetballen bij de schoolelftallen van Colegio Condal en Colegio Bonanova. Na een periode bij FC Catalònia kwam hij in 1915 bij de jeugdelftallen van FC Barcelona. In het seizoen 1916-1917 speelde Sagi-Barba zijn eerste wedstrijden voor het eerste elftal. Vanwege zijn studie onderbrak hij zijn loopbaan als voetballer van 1917 to 1921. In de jaren twintig vormde Sagi-Barba samen met Paulino Alcántara en Josep Samitier het doelftreffende aanvalstrio van FC Barcelona. De aanvaller won met Barça een groot aantal prijzen: negen keer de Campionat de Catalunya (1922, 1924, 1925, 1926, 1927, 1928, 1930, 1931, 1932), vier Copas del Rey (1922, 1925, 1926, 1928) én het Spaans landskampioenschap (1929). Sagi-Barba gold in de jaren twintig als de strafschoppenspecialist van FC Barcelona. Hij zou tijdens zijn gehele voetballoopbaan geen strafschop hebben gemist. Sagi-Barba speelde 434 wedstrijden voor FC Barcelona, waarin hij 136 doelpunten maakte.

## Nationaal elftal
Sagi-Barba speelde één interland in het Spaans nationaal elftal, op 19 december 1926 tegen Hongarije (4-2). Daarnaast speelde hij tussen 1922 en 1936 meerdere wedstrijden met het Catalaans elftal.

## Trivia
Sagi-Barba was sinds zijn jeugd goed bevriend met Josep Samitier en de Catalaanse kunstenaar Salvador Dalí. Het drietal voetbalde regelmatig samen tijdens vakanties bij het Catalaanse resort Cadaqués .